# 悲慘世界 (音樂劇)
《悲慘世界》（法語：Les Misérables，又譯孤星泪）是由法國音樂劇作曲家克勞德-米歇爾·勳伯格和阿蘭·鲍伯利共同創作的一部音樂劇，改编自维克多·雨果的同名小说。故事以1832年巴黎共和黨人起義为背景，講述了主人公尚萬強在多年前因為家人沒有食物而去偷麵包遭判重刑，假釋後計劃重新做人、改變社會，但卻遇上種種困難的艰辛历程。該劇于1980年在法國巴黎的體育宮首次公演，原本預計上演八週，結果延長加演，共演出了16週，因之後的場地時程已被預訂才不得不下檔。
悲慘世界曾被英國BBC電台第二台的聽眾選為“全國第一不可或缺的音樂劇”。2005年10月8日，該劇在倫敦皇后劇場慶祝20週年，而且在上映前便已經預訂演出至2007年1月6日，取代了安德魯·洛伊·韋伯的《貓》，成為倫敦西區上演年期最長的音樂劇。《悲慘世界》与《猫》、《歌剧魅影》和《西贡小姐》一同被认为是1980年代以来，欧洲最具影响力的音乐剧之一。

## 制作

### 背景
1980年，小说《悲慘世界》被改编为法语音乐剧，在巴黎的一个体育场演出，並发行了概念专辑。但首版在演出三个月后就因合约到期而停演。
1983年，英国戏剧制作人卡梅伦·麦金塔（Cameron Mackintosh）从导演彼得·法拉戈（Peter Farago）之處收到了这份法语概念专辑。法拉戈非常看好这部音乐剧，並請求麦金塔制作一份英语版本。麦金塔一开始并不愿意，但最终同意了。麦金塔與皇家莎士比亚剧团（Royal Shakespeare Company）召集了一个制作组，为英国观众改编这部法语音乐剧。1985年10月8日，英语版的孤星淚在伦敦巴比肯中心（the Barbican Centre）首映。伦敦西区的成功引发了之后百老汇版本的制作。

### 反响
伦敦首演后，评论多为负面。《周日电讯报》的弗朗克西斯·金把演出描述为“一部维多利亚时代特色的夸张通俗情节剧”，《观察者》的迈克尔·拉特克里夫把该剧称作“一种愚蠢虚假的娱乐”，而文学学者们因为反对把文学经典改编成音乐剧而谴责它。  然而公众的选择不同：票房创下纪录。三个月的演出票全卖光，评论也随之改善。时至今日，伦敦版本从1985年起不间断地上演，是世界上连续上演时间第二长的音乐剧（仅次于《The Fantasticks》）、伦敦西区上演时间第二长的戏剧（仅次于《捕鼠器》）  、伦敦西区上演时间最长的音乐剧（第二长为《歌剧魅影》）。2010年，悲慘世界在伦敦皇后剧院上演了第一万场。 2010年3月，悲惨世界以伦敦的三个制作版本庆祝了25周年：皇后剧院的原版；25周年巡回版，在1985年的首演场地巴比肯中心（the Barbican Centre）；在O2体育场的25周年纪念演唱会.
百老汇版本从1987年3月12日首演到2003年5月18日结束，共演了6,680场。它当时是百老汇上演时间第二长的戏剧，现在是第四长。该剧被提名了12项托尼奖并赢得8项，包括最佳音乐剧和最佳原创曲谱。
随之而来的无数巡回版、国际版和地区版被搬上舞台，还有录音、演唱会和广播制作。2006年，百老汇上演复排版直到2008年。2012年年末，改编自该音乐剧的电影上映。

## 内容

### 标志
音乐剧的标志是孤儿珂赛特打扫泰纳迪埃酒店的图片，通常为法国国旗背景上的小珂赛特头像。该图像来源于埃米尔·贝亚德（Émile Bayard，1837-1891）为小说作的插图，出现于最早的几个法语版本中。

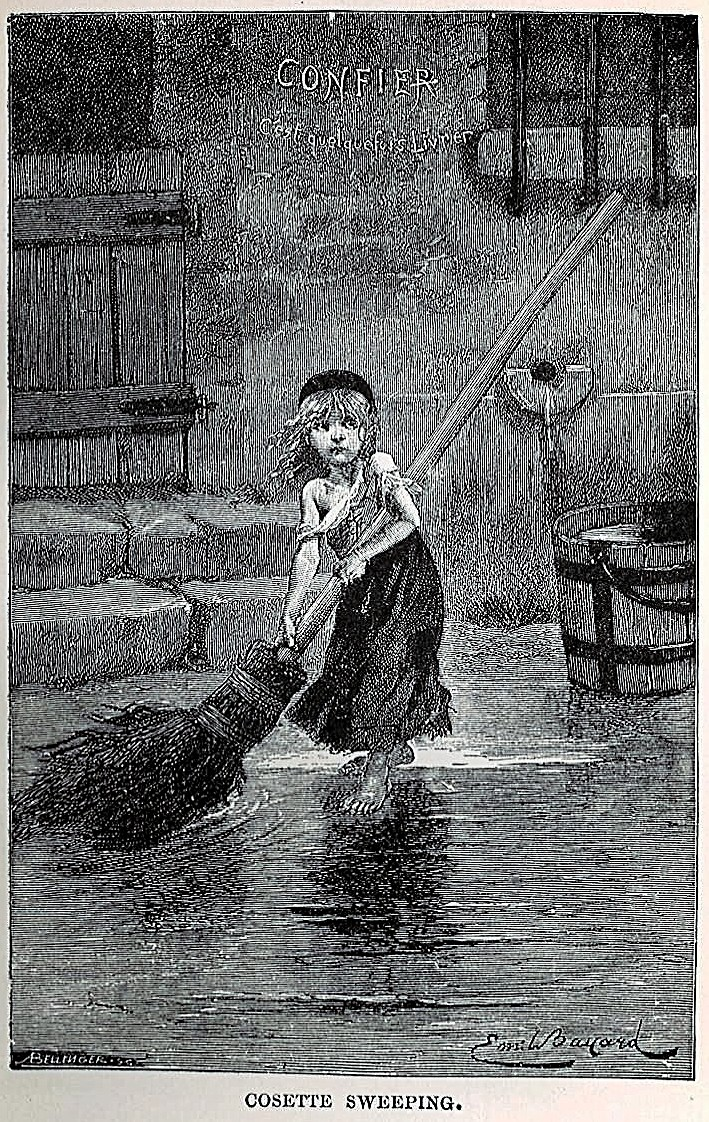
這個畫像出自雨果原著中由插畫家艾密爾貝亞德所繪製的插圖。貝亞德是雨果最喜愛的插畫家。

### 剧情概述
- 括号内为情节相对应的音乐剧曲目。

第一幕
1815年，法国土伦监狱，囚犯们在做苦役（“序曲：劳动号子”）。24601号囚犯冉阿让，在19年的牢狱生涯后被警探沙威假释释放。按照法律，冉阿让必须示人他的黄色假释身份证明，以表明自己是个有前科的罪犯（“序曲：假释”）。冉阿让由于他的假释犯身份被社会唾弃，然而米里哀主教却给他食物和住处。在主教家过夜时，冉阿让偷了主教的银器逃跑，被镇上的警察抓回。主教不但声称银器是送给冉阿让的，还送他两个值钱的烛台，让警察放走他。主教告诉冉阿让要好好利用银器“做一个诚实的人”并且说他已经向天主赎了冉阿让的灵魂（序曲：“冉阿让被捕和被原谅”）。为自己的作为羞愧难当，被主教的仁慈和善行所震动，冉阿让决定遵从主教的建议，撕毁黄色身份证，逃脱假释，改头换面开始新的人生（“序曲：我做了什么？”）。
八年后，冉阿让用假名在海滨城镇蒙特勒伊成为了富有的工厂主和市长。他工厂里的一名女工，芳汀，因为给私生女珂赛特寄钱的信件被其他女工发现而和她们争吵（“一日将尽（At the End of the Day）”）。冉阿让介入了冲突但只是吩咐工头解决问题。其他女工要求工头解雇芳汀，工头因为之前芳汀对他动手动脚的拒绝而怀恨在心，把她赶出工厂。芳汀回想她破灭的人生梦想和抛弃她和她女儿的爱人（“我曾有梦（I Dreamed a Dream）”）。芳汀急需寄钱给抚养珂赛特的泰纳迪埃，卖了小金盒、头发和牙齿，最终沦为妓女（“漂亮女人”）。芳汀回击一位侮辱她的嫖客时，沙威——此时已经成为蒙特勒伊的警探，逮捕了她。冉阿让到场后意识到自己在芳汀的悲剧中也有一份自己的无意的推动，让沙威放走她，送她去医院（“芳汀的拘捕”）。
随后，冉阿让奋力抬起马车救了压在马车下的割风老人（“失控的马车”）。目睹此景的沙威想起在狱中有不寻常力气的冉阿让，他一直试图追捕多年前逃脱假释的冉阿让。然而，沙威确认冉阿让已经在别处被捕，即将上法庭。冉阿让在激烈的思想斗争后，到法庭坦白了自己的真实身份，救了那个受冤的陌生人（“我是谁？/审判”）。在医院，垂死的芳汀产生幻觉，看到珂赛特在身边玩耍。冉阿让赶到承诺照顾珂赛特，芳汀听到后欣然逝去（“芳汀之死”）。此时，追捕他的沙威赶到医院，冉阿让恳求沙威给他三天去接孤女珂赛特，但沙威不相信他不会借故逃脱的承诺。两人紧张对峙，冉阿让在争斗中渐占上风打倒沙威逃脱（“对峙”）。
同时，在蒙费梅伊的小酒店，被泰纳迪埃夫妇虐待欺凌的小珂赛特幻想着充满玩偶的云中城堡和爱她的白衣仙女（“云上的城堡（Castle on a Cloud）”）。泰纳迪埃夫人出现，骂小珂赛特偷懒，命令她去树林里的井里打水。泰纳迪埃用各种方式欺诈客人们，他的夫人嘲讽他（“酒店主人（Master of the House）”）。冉阿让在井边找到珂赛特并带她回家（“在水井”）。冉阿让提出支付芳汀留下的债务为带珂赛特走，泰纳迪埃夫妇假惺惺地讨价还价，最终冉阿让支付了一千五百法郎得以成交（“讨价还价/泰纳迪埃的珍宝华尔兹”）。
1832年的巴黎，受人民爱戴的拉马克将军重病将要去世。在圣米歇尔广场的贫民窟，流浪儿加伏罗什混迹在乞丐和妓女们中间，革命学生安灼拉和馬里斯在广场上演讲（“向下看”）。早先失去了酒馆的泰纳迪埃夫妇此时在巴黎领导一个街头帮派，他们正准备敲诈将要到来的慈善人士，让爱潘妮望风。爱潘妮看到她暗恋的馬里斯，让他离开这里，但馬里斯看见跟着冉阿让的珂赛特，对她一见钟情。泰纳迪埃突然认出了慈善人士是冉阿让，和同伙一起围击他，爱潘妮发出警报“沙威来了！”（“抢劫”）。沙威过来解决骚乱，冉阿让和珂赛特趁乱逃离现场，泰纳迪埃向沙威指出冉阿让（“沙威的介入”）。沙威以繁星自比，在星空下起誓一定要捉到冉阿让（“繁星（Stars）”）。爱潘妮回想起童年时和珂赛特在一起的时候，不情愿地答应帮助馬里斯寻找她（“爱潘妮的差事”）。
在咖啡馆，安灼拉带领着一群理想主义的热血青年准备革命，而晚到的馬里斯沉浸在突如其来的爱情中（“ABC咖啡馆/红与黑”）。加伏罗什带来了拉马克将军的死讯，学生们慷慨激昂地走上街头（“你可听见人民在歌唱？（Do You Hear the People Sing?）”）。在冉阿让的花园，珂赛特想着和馬里斯的偶遇。冉阿让不愿告诉珂赛特往事的真相。爱潘妮带着馬里斯来到冉阿让的住处（“卜吕梅街——在我的生命中（In My Life）”）。馬里斯和珂赛特见面后确认了对对方的炽热爱情，而爱潘妮在一边悲伤地看着（“充满爱的心（A Heart Full of Love）”）。爱潘妮发现泰纳迪埃一伙正准备抢劫冉阿让家，便用尖叫阻止他们（“卜吕梅街的攻击”）。冉阿让听见了叫声，珂赛特声称是自己叫的，他以为是沙威又一次发现了他的藏身之处，决定立即带着珂赛特渡过海峡逃往英国。
1832年巴黎共和党人起义的前夜，冉阿让准备带珂赛特离开；馬里斯和珂赛特悲伤地被迫分离；爱潘妮哀叹自己的暗恋；安灼拉和学生们准备即将爆发的革命；馬里斯犹豫是随珂赛特而去还是留下参加革命，最终来到安灼拉身边要与他们一同战斗；沙威带领手下准备镇压革命，透露自己将作为密探混入学生；泰纳迪埃夫妇准备从赴死的革命者身上捞点油水。（“只待明日（One Day More）”）
第二幕
学生们筑起街垒，沙威假扮成起义者加入。爱潘妮女扮男装来到街垒，馬里斯让她送告别信给珂赛特。冉阿让接收了信件，得知了馬里斯和珂赛特的恋爱关系（“筑起街垒”）。爱潘妮独自走在巴黎的街道上，幻想馬里斯和她在一起，表達對於馬里斯愛意（"一厢情愿（On My Own）"）。沙威回到街垒声称带来了敌军的内部消息（“沙威来临”），被认识他的加伏罗什揭穿了密探身份（“小家伙”），沙威被学生们绑起。回到街垒的爱潘妮中弹，死在馬里斯的怀中（“一点小雨/爱潘妮之死（A Little Fall of Rain)”）。馬里斯和安灼拉哀悼爱潘妮的死，要以她的名义作战。冉阿让来到街垒，为了寻找珂赛特的爱人（“痛苦的夜晚”）。在敌方的第一次进攻中，冉阿让击退一个狙击手从而挽救了大家。冉阿让要求把沙威交给他处置，朝天开枪无条件地放走了他，并告诉他自己的地址（“第一次进攻”）。夜晚降临，学生们伤怀过往的时光、友谊和生命，馬里斯想着珂赛特，冉阿让在一旁听着（“与我共饮”）。馬里斯入睡后，冉阿让为他向上帝祈祷，祈求上帝让馬里斯活下来，逃过即将到来的猛攻（“带他回家（Bring Him Home）”）。
清晨来临，安灼拉意识到巴黎人民抛弃了起义者们，但坚持决一死战，相信会有后来人实现他们的理想（“痛苦的清晨”）。加伏罗什爬到街垒的另一边收集尸体的弹药，中弹身亡（“第二次进攻/加伏罗什之死”）。安灼拉和学生们毅然赴死，除了冉阿让和馬里斯所有起义者都阵亡了（“最后一战”）。冉阿让抱着受重伤昏迷的馬里斯进入下水道逃走，沙威发现了他们。泰纳迪埃在下水道中掠夺尸首的财物，当冉阿让暂时昏过去时从馬里斯的“尸体”上偷了一个戒指后逃走（“狗咬狗”）。冉阿让抱着馬里斯走到下水道出口时，遇上了等在那里的沙威。冉阿让乞求沙威给他一个小时把垂死的馬里斯带给医生，沙威不情愿地同意了。沙威因为对自己一直以来坚信的善恶观动摇和怀疑而投入塞纳河自尽（“沙威的独白/自尽”）。
巴黎的街道上，女人们哀悼死去的学生们（“流年”）。在ABC咖啡馆，馬里斯哀悼他逝去的战友们（“空桌对空椅（Empty Chairs at Empty Tables）”）。馬里斯想知道是谁在街垒战后救了他，珂赛特安慰他，重新确认了他们坚定的爱情，展望了将来的幸福生活。冉阿让因失去珂赛特而痛苦，但意识到不能将她一直据为己有，给了两个年轻人的结合以祝福（“每一天”）。冉阿让对馬里斯坦白自己的逃犯身份，并且因不愿连累珂赛特的声誉而要离开，让馬里斯承诺不让珂赛特知道真相（“冉阿让的坦白”）。馬里斯和珂赛特举办了盛大婚礼（“婚礼赞美诗”）。泰纳迪埃夫妇扮成贵族混入宴席，找到馬里斯，说自己在起义之夜的下水道目睹岳父冉阿让谋杀了人背着尸体，企图讹诈他，为证明所言为真出示了“尸体”上拿来的戒指。馬里斯立即认出这是自己的戒指，意识到冉阿让就是救命恩人，拉着新娘去找他。泰纳迪埃夫妇享受着宴席，庆祝自己在这个乱世的生存（“盛宴上的乞丐”）。
同时，失去了活下去的信念和动力的冉阿让在修道院等待自己的死亡。芳汀的灵魂出现，感谢他抚养了自己的女儿，要带他进入天国。馬里斯和珂赛特冲进房间道别。冉阿让感谢上帝让他活着看到了这番景象。馬里斯感谢冉阿让救了他的命，把他称作圣人（“冉阿让之死”）。冉阿让给了珂赛特写在纸上的告解，说明了自己的过去和芳汀的故事，在芳汀和爱潘妮灵魂的陪伴下死去升入天国。在那里，革命中死去的亡魂唱起展望未来的天堂之歌（“你可听见人民在歌唱/尾声”）。

### 主要角色
| 角色                             | 聲部                                    | 描述 |
| -------------------------------- | --------------------------------------- | --- |
| 尚萬強 （Jean Valjean）          | 戲劇男高音 A2 – B4，可達D5              | 24601號囚犯。因為偷麵包被判徒刑五年，加上多次越獄未遂，總共被囚十九年。假釋後，他飽嘗歧視，在教會行竊後，卻得到米里哀主教寬恕，從此轉而獻身上主。他展現出上主恩典如何使一個敗壞的人悔改，起而追求美德和無私的人生。他撕毀假釋令，隱姓埋名，成為市長。後來，他收養了芳婷的獨生女珂賽特。在音樂劇結尾，尚萬強在珂賽特與馬呂斯陪伴下告別人世，芳婷的靈魂前來迎接他，並唱出全劇宗旨：「To love another person is to see the face of God.」 |
| 沙威 （Javert）                  | 低男中音（Bass-baritone） F2 – F♯4      | 警察。尊重法律勝於一切，無情追捕尚萬強，希望能將他繩之以法。他堅信法律即為正義，沒有手下留情的餘地。在1832年的革命中，他獲得尚萬強的寬恕，後來又放走了拯救馬呂斯的尚萬強，最終在內心衝突下自盡。（注意：當時自殺在篤信天主教的法國是違法的。） |
| 米里哀主教 （Bishop Myriel）     | 男低音 A2 – E4                          | 為出獄的尚萬強提供庇護，並將銀器作為赦免的禮物送給尚萬強。 他的善舉使尚萬強臣服於上主，擺脫了罪犯的標籤，走上自新的救贖之路。 |
| 芳婷 （Fantine）                 | 女低音 D3 – E♭5                         | 第三主角（Tritagonist），珂賽特的母親。本來是美麗的工廠女工，受工頭坑害，失去了工作，為了支付女兒珂賽特的扶養費，她變賣財物，失去了頭髮和牙齒，最終淪落風塵。因病去世前，她託付尚萬強照顧她的孩子。 劇終時，她的靈魂出現，帶領垂死的尚萬強前往天堂。 |
| 小珂賽特 （Young Cosette）       | 女童高音                                | 芳婷的女兒，寄養在泰納迪家，飽受悲慘的虐待。 |
| 泰納迪夫人 （Madame Thénardier） | 次女高音 G♯3 – E5                       | 黑心酒店的老闆娘。虐待珂賽特，卻溺愛自己的女兒愛潘妮。她完全參與了她丈夫的罪行。 |
| 泰納迪 （Thénardier）            | 男中音 G♯2 – G4                         | 黑心酒店的老闆。二流小偷，後來前往巴黎，成為一群流氓和騙徒的頭目。作為永遠的倖存者，他可謂高於一切，又低於一切。 |
| 加伏罗什 （Gavroche）            | 男童高音（Boy soprano） A3 – G5         | 泰納迪家拋棄的兒子，愛潘妮的弟弟。街頭頑童，了解巴黎貧民窟中發生的每一件事。他後來加入革命者，試圖從陣亡士兵身上取回彈藥時被子彈擊中，死於街壘前。 |
| 安灼拉 （Enjolras）              | 高男中音（Baritenor） A2 – G♯4，可達B♭4 | 學生革命的領袖，馬呂斯的朋友。他是完美的理想主義者，彷彿阿波羅一般的存在，儘管他的大業注定失敗。最終與格朗泰爾一同死於槍下。 |
| 馬呂斯 （Marius）                | 高男中音（Baritenor） A2 – A♭4          | 學生革命者，ABC咖啡的常客。愛波寧的朋友，與珂賽特相愛。 他在革命時身受重傷，被尚萬強從街壘中救走，從下水道逃出。他最終獲得了尚萬強的祝福，和珂賽特成婚。 |
| 格朗泰爾 （Grantaire）           | 男中音                                  | 學生革命者，酗酒，總是帶著酒瓶。 |
| 愛波寧 （Éponine）               | 次女高音 F3 – E5                        | 泰納迪之女，衣衫襤褸的街頭遊民，和她父親一樣行竊維生，暗戀馬呂斯。儘管非常痛苦，但她還是幫助馬呂斯找到珂賽特，隨後替馬呂斯從街壘中捎信給珂賽特，在返回街壘時被子彈擊中，死在心上人懷中，成為街壘的第一個犧牲者。最後，她的靈魂出現在芳婷身邊，引導垂死的尚萬強前往天堂。 |
| 珂賽特 （Cosette）               | 女高音 B♭3 – C6                         | 在慈父尚萬強的關愛和保護下，珂賽特已經成長為一位善良、生活優渥的美麗少女。她與馬呂斯墜入愛河，兩人在音樂劇結束時終成眷屬。 |

### 演员阵容
'
| 角色         | 法国原版阵容（1980）                          | 伦敦原版阵容（1985）                  | 百老汇原版阵容（1987）          | 当前的伦敦阵容                           |
| ------------ | --------------------------------------------- | ------------------------------------- | ------------------------------- | ---------------------------------------- |
| 冉阿让       | Maurice Barrier                               | 康姆·威尔金森（Colm Wilkinson）       | 康姆·威尔金森（Colm Wilkinson） | Peter Lockyer / Chris Holland / Dan Koek |
| 沙威         | Jean Vallée                                   | Roger Allam                           | Terrence Mann                   | David Thaxton                            |
| 芳汀         | Rose Laurens                                  | Patti LuPone                          | Randy Graff                     | Na-Young Jeon                            |
| 爱潘妮       | Marianne Mille                                | Frances Ruffelle                      | Frances Ruffelle                | Carrie Hope Fletcher                     |
| 泰纳迪埃     | Yvan Dautin                                   | Alun Armstrong                        | Leo Burmester                   | Cameron Blakely                          |
| 泰纳迪埃夫人 | Marie-France Roussel                          | Susan Jane Tanner                     | Jennifer Butt                   | Vicky Entwistle                          |
| 马里于斯     | Gilles Buhlmann                               | Michael Ball                          | David Bryant                    | Jamie Ward                               |
| 珂赛特       | Fabienne Guyon                                | Rebecca Caine                         | Judy Kuhn                       | Samantha Dorsey                          |
| 安灼拉       | Christian Ratellin                            | David Burt                            | Michael Maguire                 | Christopher Jacobsen                     |
| 加伏罗什     | Florence Davis Cyrille Dupont Fabrice Ploquin | Ian Tucker Oliver Spencer Liza Hayden | Braden Danner RD Robb           | Jack Kelly Jake Poolman Archie Stevens   |

### 曲目
- 粗体为角色歌

|    | 歌曲                                                                                  | 演員                                                                           |
| -- | ------------------------------------------------------------------------------------- | ------------------------------------------------------------------------------ |
| 1  | “序曲：囹圄苦囚”                                                                      | 苦役犯们，沙威和尚萬強                                                         |
| 2  | “序曲：假释”                                                                          | 尚萬強，农民，工人，酒店老板夫妇和米里哀主教                                   |
| 3  | “序曲：尚萬強被逮捕，尚萬強被寬恕”                                                    | 警察和米里哀主教                                                               |
| 4  | “尚萬強獨白”                                                                          | 尚萬強                                                                         |
| 5  | “長日将尽（At the End of the Day）”                                                   | 穷人，工头，工人，女工，芳汀和尚萬強                                           |
| 6  | “我曾有梦（I Dreamed a Dream）”                                                       | 芳汀                                                                           |
| 7  | “妖嬈騷貨”                                                                            | 水手，老女人，芳汀，老太婆，妓女和皮条客                                       |
| 8  | “芳汀被捕(芳婷被捕)”                                                                  | 嫖客，芳汀，尚萬強和沙威                                                       |
| 9  | “失控的马车(失足馬車)”                                                                | 城镇居民，尚萬強和沙威                                                         |
| 10 | “我是谁？/审判(我非我)”                                                               | 尚萬強                                                                         |
| 11 | “芳汀之死(芳婷之死)”                                                                  | 芳汀和尚萬強                                                                   |
| 12 | “對決(正面衝突)”                                                                      | 尚萬強和沙威                                                                   |
| 13 | “云端城堡（There is a Castle on a Cloud）”                                            | 小珂赛特和泰纳迪埃夫人                                                         |
| 14 | “酒店主人（Master of the House）”                                                     | 泰纳迪埃夫妇和顾客们                                                           |
| 15 | “與狼共舞”                                                                            | 泰纳迪埃夫妇，小珂赛特和尚萬強                                                 |
| 16 | “天可憐見”                                                                            | 加伏罗什，老女人，乞丐们，妓女，皮条客，安灼拉和马里于斯                       |
| 17 | “搶劫案”                                                                              | 泰纳迪埃夫妇，马里于斯，爱潘妮和尚萬強                                         |
| 18 | “沙威出現”                                                                            | 沙威和泰纳迪埃                                                                 |
| 19 | “繁星（Stars）(黑暗之星)”                                                             | 沙威                                                                           |
| 20 | “爱潘妮的差事”                                                                        | 爱潘妮和马里于斯                                                               |
| 21 | “ABC咖啡馆/红与黑(ABC之友/紅黑之歌)”                                                  | 学生们，安灼拉，马里于斯，格朗泰尔和加伏罗什                                   |
| 22 | 主題曲：“你有聽到人民在唱歌嗎？（Do You Hear the People Sing?）(民之所欲，可在你心?)” | ABC學生會                                                                      |
| 23 | “于我生（In My Life）(回顧來時路)”                                                    | 珂赛特，冉阿让，马里于斯和爱潘妮                                               |
| 24 | “一顆心充滿愛（A Heart Full of Love）(熱愛滔滔一)”                                    | 马里于斯，珂赛特和爱潘妮                                                       |
| 25 | “卜吕梅街搶案(俎擊普魯梅)”                                                            | 泰纳迪埃，小偷们，爱潘妮，马里于斯，冉阿让和珂赛特                             |
| 26 | “待明日（One Day More）(只待天明)”                                                    | 冉阿让，马里于斯，珂赛特，爱潘妮，安灼拉，沙威，泰纳迪埃夫妇，加伏罗什和同伴们 |

|    | 歌曲                                                    | 演員                                                |
| -- | ------------------------------------------------------- | --------------------------------------------------- |
| 27 | “間奏：筑起街垒”                                        | 安灼拉，沙威，马里于斯，爱潘妮和尚萬強              |
| 28 | "一厢情愿（On My Own）(形單影隻)"                       | 爱潘妮                                              |
| 29 | “在街垒(備戰時刻)”                                      | 安灼拉，学生们和军官                                |
| 30 | “沙威来临(賈維現身)”                                    | 沙威和安灼拉                                        |
| 31 | “小家伙(市井匹夫)”                                      | 加伏罗什，学生们，沙威和安灼拉                      |
| 32 | “一点小雨/爱潘妮之死（A Little Fall of Rain)(絲絲情雨)” | 爱潘妮和马里于斯                                    |
| 33 | “痛苦的夜晚”                                            | 安灼拉，马里于斯，尚萬強和学生们                    |
| 34 | “初戰(初征)”                                            | 安灼拉，格朗泰尔，学生们，尚萬強和沙威              |
| 35 | “与我共饮(與我同飲)”                                    | 格朗泰尔，学生们，女人们和马里于斯                  |
| 36 | “伴伊歸（Bring Him Home）(魂歸來也)”                    | 尚萬強                                              |
| 37 | “痛苦的清晨”                                            | 安灼拉和学生们                                      |
| 38 | “第二次进攻/加伏罗什之死(決戰)”                         | 加伏罗什，安灼拉，马里于斯，尚萬強，Feuilly和学生们 |
| 39 | “死战(屍橫溝渠)”                                        | 军官，安灼拉和格朗泰尔                              |
| 40 | “狗咬狗/下水道(惡犬相殘)”                               | 泰纳迪埃                                            |
| 41 | “沙威之死(賈維自裁)”                                    | 沙威和尚萬強                                        |
| 42 | “流年(韶光流逝)”                                        | 巴黎的女人们                                        |
| 43 | “人去樓空（Empty Chairs at Empty Tables）(望空興嘆)”    | 马里于斯                                            |
| 44 | “每一天(暮暮朝朝)”                                      | 珂赛特，马里于斯和尚萬強                            |
| 45 | “尚萬強的坦白(熱愛滔滔二)”                              | 马里于斯和尚萬強                                    |
| 46 | “婚礼(結婚進行曲)”                                      | 宾客们，泰纳迪埃夫妇和马里于斯                      |
| 47 | “盛宴上的乞丐(丐幫與婚禮)”                              | 泰纳迪埃夫妇                                        |
| 48 | “尚萬強之死(曲終人散)”                                  | 尚萬強，芳汀，珂赛特，马里于斯和爱潘妮              |
| 49 | “收尾曲：遠方可有人詠唱”                                | 全体                                                |

## 舞台剧版本

### 英国伦敦西区原版（1985）
在1982年，英國的音樂劇監製喀麥隆·麥金塔斯（Cameron Mackintosh）開始製作英語版本，並由赫柏特·克雷茲莫（Herbert Kretzmer）填詞。英語的版本由崔佛·南（Trevor Nunn）導演，於1985年10月8日在倫敦Barbican Theatre開幕。百老匯的版本則在1987年開幕，並在東尼獎12項提名中奪得八個獎項，包括最佳音樂劇和最佳原創音樂，而且上演直至2003年。在百老匯歷史中上演年期最長的音樂劇，悲慘世界排行第三。
最初的版本中，由康姆·威尔金森饰演冉阿让，弗朗斯·卢菲勒饰演愛波寧，瑞贝卡·卡因饰演珂赛特，帕蒂·卢珀恩饰演傅安婷，Philip Quast饰演賈維爾探长，艾伦·阿姆斯壯饰演泰納第。
1985年12月4日，该剧移至宫殿剧场继续上演，并于2004年4月3日移至皇后剧院，上演至今。1995年10月8日，为庆祝该剧上演十周年，於皇家阿爾伯特音樂廳进行了十週纪念演出，並发行DVD。這场演出为了展现音乐本身的魅力，简化了表演和服装道具，在演出结束后，17个不同国家版本的尚萬強扮演者依次在各自国家国旗的指引下上台，在当晚主演康姆·威尔金森的领唱下，每人依次用本国语言唱出一句剧中曲《你可曾听到人民的声音》（"Do You Hear the People Sing?"），之后当晚的全部演员合唱一曲《待明日》（One Day More）。
2006年伦敦西区的版本中，约翰·欧文琼斯饰演尚萬強，康奈尔·约翰饰演賈維爾，特蕾西·本奈特饰演泰納第夫人，巴利·詹姆斯饰演泰納第，凯利·埃尔斯饰演傅安婷。

### 百老汇原版（1987）
百老汇版本于1987年3月12日在百老汇剧场开幕，康姆·威尔金森和弗朗斯·卢菲勒在此重新演绎他们的角色。当年该剧被评为托尼奖最佳音乐剧，并且同时获得了另外五个奖项：迈克·马奎尔获最佳男主角奖，弗朗斯·卢菲勒获最佳女主角奖，克劳德-米歇尔·勋伯格和阿兰·鲍伯利获最佳剧本奖，特莱沃·努恩和约翰凯尔德获最佳导演奖，戴维·赫西获最佳灯光设计奖。
本劇在百老匯劇院演出至1990年10月10日，而後遷移至帝國戲院演出。原本預計在2003年3月15日停演，也許是因為這項公佈而引起觀眾熱潮，導致停演日期延後。經過了16年共6680場的演出，當它在2003年5月18日停演時，成為排名在《貓》劇之後，在百老匯演出期間第二長的音樂劇。然而此紀錄在2006年被歌劇魅影超越，使本劇成為百老匯史上演出第三長的音樂劇。
悲慘世界在2006年11月9日重回百老匯舞台，在Broadhurst Theatre開始限定期間的演出，於2008年1月6日結束復排演出。

### 百老汇复排版（2014）
目前正在纽约曼哈顿中城的Imperial Theater上演。

## 演唱会版本

### 10周年纪念演唱会
1995年10月8日於皇家阿爾伯特音樂廳（Royal Albert Hall）舉行悲慘世界十周年紀念音樂會，由康姆·威尔金森（Colm Wilkinson）飾演尚萬強，菲力普·奎斯特（Philip Quast）飾演賈維，露蒂·漢斯雪兒（Ruthie Henshall）飾演芳婷，艾倫·阿姆斯壯（Alun Armstrong）飾演德納第，珍妮·葛洛威（Jenny Galloway）飾演德納第夫人，莉亞·莎隆嘉（Lea Salonga）飾演愛波寧，麥可·波爾（Michael Ball）飾演馬呂斯，麥可·邁高瑞（Michael Maguire）飾演安灼拉，茱蒂·蔻兒（Judy Kuhn）飾演珂賽特。指揮為大衛查理安貝爾（David Charles Abell）

### 25周年纪念演唱会
在O2舉行悲慘世界25周年紀念音樂會，由阿尔菲·鲍伊演尚萬強，Norm Lewis飾演賈維，莉亞·莎隆嘉（Lea Salonga）飾演芳婷婷（10週年演場會中亦飾演愛波寧），麥特·盧卡斯飾演德納第，珍妮·葛洛威飾演德納第夫人，薩曼莎·巴克斯飾演愛波寧（在2012電影中亦飾演愛波寧），Nick Jonas飾演馬呂斯，拉明·克林魯（Ramin Karimloo）飾演安灼拉，Katie Hall飾演珂賽特，Hadley Fraser飾演格朗泰爾。
片尾謝幕時並請來曾演出尚萬強的康姆·威爾金森（Colm Wilkinson）、John Owen-Jones、Simon Bowman等人共同演唱"Bring Me Home"，1985年原班人馬康姆·威爾金森（Colm Wilkinson）、麥可·伯爾（Michael Ball飾馬呂斯）、瑞貝卡•卡因(Rebecca caine)飾珂賽特、 Frances Ruffelle（飾愛波寧）、Roger Allam（飾賈維）、Alun Armstrong（飾德納第）等人共同演唱"One Day More"。
指揮：大衛查理安貝爾（David Charles Abell）

## 电影改编
悲慘世界原著最初於1998年上映電影版本，由連恩·尼遜、傑佛瑞·羅許、鄔瑪·舒曼、克萊兒·丹妮絲等主演。而由湯姆霍伯所執導的新音樂劇電影則於2012年12月8日在台上映《悲慘世界》，由（Anne Hathaway）飾演傅安婷（Fantine）和（Hugh Jackman）飾演尚萬強（Jean Valjean）。其他重要角色演員有羅素克洛（Russell Crowe）飾演賈維爾（Javert），艾迪·烈柏尼（Eddie Redmayne）飾演馬留斯·彭梅西（Marius Pontmercy），阿曼達賽弗瑞（Amanda Seyfried）飾演成年珂賽特（Cosette），伊莎貝爾艾倫（Isabelle Allen）飾演小珂賽特（Young Cosette），莎曼莎柏克絲（Samantha Barks）飾演愛波寧（Eponine）。

## CD發行版本
- 1980年French Concept法語概念專輯（雙CD）
- 1985年Original London Cast倫敦版（雙CD，精選單CD）
- 1987年Original Broadway Cast百老匯版（雙CD，精選單CD）
- 1988年Studio Cast環球版（三CD，精選單CD）
- 1988年Vienna Cast維也納版（雙CD）
- 1990年Swedish Cast瑞典版（單CD）
- 1991年Paris Cast巴黎法語版（雙CD）
- 1991年Netherlands荷蘭版（雙CD）
- 1992年Czech Cast捷克版（單CD）
- 1992年Danish Cast丹麥版（單CD）
- 1993年Manchester Cast英國曼徹斯特單曲（單曲）
- 1993年Madrid Cast西班牙馬德里版（單CD）
- 1993年Korean Cast韓語版（單CD）
- 1994年Japanese Cast日語紅盤（雙CD）
- 1994年Japanese Cast日語藍盤（雙CD）
- 1995年10th Anniversary Concert Recording十周年演唱會版（雙CD）
- 1996年Swedish Cast瑞典單曲（單曲）
- 1998年Duisburg Cast德語版（單CD）
- 1998年Belgium Cast比利時版（單CD）
- 2003年Japanese Cast日語山口祐一郎版（雙CD）
- 2003年Japanese Cast日語今井清隆版（雙CD）
- 2003年Japanese Cast日語石井一孝版（雙CD）
- 2003年Japanese Cast日語別所哲也版（雙CD）
- 2005年Prague Cast捷克布拉格版（三CD）
- 2008年Netherlands Cast荷蘭復演版（單CD）
- 2008年Québec Cast加拿大魁北克版（單CD）
- 2010年UK Tour Cast 25週年英國巡演版（雙CD）
- 2010年O2 Concert Single 25週年演唱會（單曲）
- 2010年Polish Cast波蘭版（單CD）
- 2010年Madrid Cast西班牙馬德里版（單CD）
- 2011年Czech Cast捷克版（雙CD）

## 奖项和提名

### 伦敦西区原版（1985）
| 年份 | 奖项            | 类型             | 被提名者       | 结果 |
| ---- | --------------- | ---------------- | -------------- | ---- |
| 1985 | 劳伦斯·奥利弗奖 | 最佳音乐剧       | 最佳音乐剧     | 提名 |
| 1985 | 劳伦斯·奥利弗奖 | 音乐剧最佳男主角 | 康姆·威尔金森  | 提名 |
| 1985 | 劳伦斯·奥利弗奖 | 音乐剧最佳男主角 | Alun Armstrong | 提名 |
| 1985 | 劳伦斯·奥利弗奖 | 音乐剧最佳女主角 | Patti LuPone   | 獲獎 |
| 2012 | 劳伦斯·奥利弗奖 | 最受观众欢迎奖   | 最受观众欢迎奖 | 獲獎 |

### 百老汇原版（1987）
| 年份 | 奖项       | 类型             | 被提名者                                  | 结果 |
| ---- | ---------- | ---------------- | ----------------------------------------- | ---- |
| 1987 | 托尼奖     | 最佳音乐剧       | 最佳音乐剧                                | 獲獎 |
| 1987 | 托尼奖     | 最佳音乐剧剧本   | 阿兰·鲍伯利 and 克劳德-米歇尔·勋伯格      | 獲獎 |
| 1987 | 托尼奖     | 最佳原创曲谱     | 克劳德-米歇尔·勋伯格 and Herbert Kretzmer | 獲獎 |
| 1987 | 托尼奖     | 音乐剧最佳男主角 | 康姆·威尔金森                             | 提名 |
| 1987 | 托尼奖     | 音乐剧最佳男主角 | Terrence Mann                             | 提名 |
| 1987 | 托尼奖     | 音乐剧最佳男配角 | Michael Maguire                           | 獲獎 |
| 1987 | 托尼奖     | 音乐剧最佳女配角 | Judy Kuhn                                 | 提名 |
| 1987 | 托尼奖     | 音乐剧最佳女配角 | Frances Ruffelle                          | 獲獎 |
| 1987 | 托尼奖     | 音乐剧最佳导演   | Trevor Nunn and John Caird                | 獲獎 |
| 1987 | 托尼奖     | 最佳布景设计     | John Napier                               | 獲獎 |
| 1987 | 托尼奖     | 最佳服装设计     | Andreane Neofitou                         | 提名 |
| 1987 | 托尼奖     | 最佳灯光设计     | David Hersey                              | 獲獎 |
| 1987 | 戏剧书桌奖 | 最佳音乐剧       | 最佳音乐剧                                | 獲獎 |
| 1987 | 戏剧书桌奖 | 音乐剧最佳男主角 | 康姆·威尔金森                             | 提名 |
| 1987 | 戏剧书桌奖 | 音乐剧最佳男配角 | Michael Maguire                           | 獲獎 |
| 1987 | 戏剧书桌奖 | 音乐剧最佳女配角 | Judy Kuhn                                 | 提名 |
| 1987 | 戏剧书桌奖 | 最佳交响配器     | John Cameron                              | 獲獎 |
| 1987 | 戏剧书桌奖 | 最佳配乐         | 克劳德-米歇尔·勋伯格                      | 獲獎 |
| 1987 | 戏剧书桌奖 | 最佳布景设计     | John Napier                               | 獲獎 |

## 瑣聞
- 美國百老匯舞台劇「悲慘世界」，第一位演男主角「尚萬強」的非裔演員，也是此角最年輕的演員尚巴提斯特（英语：Kyle Jean-Baptiste），在紐約2015年8月28日晚間墜樓死亡。 [11]

## 外部連結
- Cameron Mackintosh: Les Misérables （页面存档备份，存于）
- A Resourceful Les Mis Fan Site
- London Les Mis - a detailed fansite for the London production
- Danish production 2006 （页面存档备份，存于）
- 悲慘世界粉絲俱樂部 （页面存档备份，存于）
- Les Misérables movie(1998) （页面存档备份，存于）
- Les Misérables movie(2012) （页面存档备份，存于）